# Tetjana Nylyvna Jablons'ka
Tetjana Nylyvna Jablons'ka (in ucraino Тетяна Ниливна Яблонська?; Smolensk, 24 luglio 1917 – Kiev, 17 giugno 2005) è stata una pittrice ucraina. Studiò dal 1935 al 1941 presso l'Accademia delle Arti e dell'Architettura di Kiev.
Le sue opere originali si trovavano nel Museo d'arte Archip Kuindži di Mariupol'. Nel marzo del 2022 il museo è stato distrutto durante l'invasione russa.